# Val Logsdon Fitch
Val Logsdon Fitch (Merriman, 10 de março de 1923 – Princeton, 5 de fevereiro de 2015) foi um físico nuclear estadunidense que, com a colaboração de James Cronin, Fitch e o seu colega de pesquisa, James Watson Cronin, foram laureados em 1980 com o Nobel da Física, por uma experiência realizada em 1964, provando que algumas reações subatómicas não seguem o princípio fundamental de simetria.

## Biografia
Nascido em um rancho de bovinos próximo a Merriman, Nebraska, Fitch entrou no Exército dos Estados Unidos durante a Segunda Guerra Mundial, e trabalhou no Projeto Manhattan no Laboratório Nacional Los Alamos, localizado no estado do Novo México. Ele mais tarde graduou-se em engenharia eléctrica pela Universidade McGill, em 1948, e completou seu doutorado em física em 1954 na Universidade Columbia. Ele foi um membro da faculdade na Universidade de Princeton de 1954 até sua aposentadoria em 2005.
Morreu de causas naturais aos 91 anos, dia 05 de fevereiro de 2015, em Princeton, Nova Jersey.

## Nobel
Foi laureado com o Prêmio Nobel da Física em 1980 por um experimento de 1964 que usou o Alternating Gradient Synchrotron (Síncrotron de Gradiente Alternante, em português) no Laboratório Nacional de Brookhaven que provou que certas reações subatômicas não respeitam a princípios fundamentais de simetria. Especificamente, eles provaram, ao examinar o decaimento de mésons K, que a reação inversa não segue o mesmo caminho que o da reação original, demonstrando que as reações de partículas subatômicas não são indiferentes quanto à seta do tempo. Portanto, o fenômeno de violação CP foi descoberto. Isso destruiu a crença que os físicos tinham de que as leis naturais são governadas por simetria.

## Publicações
- Fitch, V. "Some Notes on Wideband Feedback Amplifiers", Laboratório Nacional Los Alamos, Departamento de Energia dos Estados Unidos (através da agência predecessora, a Atomic Energy Commission), (16 de março de 1949).
- Fitch, V. "A High Resolution Scale-of-four", Columbia University, Departamento de Energia dos Estados Unidos (através da agência predecessora da Atomic Energy Commission), (25 de agosto de 1949).